# Campylorhynchus chiapensis
Carriça-gigante ou garrincha-de-chiapas (Campylorhynchus chiapensis) é uma espécie de ave da família Troglodytidae.
É endémica do México.
Os seus habitats naturais são: florestas subtropicais ou tropicais húmidas de baixa altitude e florestas secundárias altamente degradadas.